# 제35방공포병여단
제35방공포병여단(35th Air Defense Artillery Brigade)은 제8군 예하 방공포병여단이다. 주한 미군과 한미연합군사령부에 유도탄방어 전력을 제공한다.

## 역사

### 제1차 세계 대전
제1차 세계 대전중이던 1918년 6월 1일에 포토맥 강을 방어하기 위해 버지니아주 포트 헌트에서 구성되어 창설된 "제35해안포병여단"에 기원을 두고 있다. 아메리카 원정군의 일원이 되어 뫼즈-아르곤느 공세에 참가하였다. 전쟁의 종결로 평시로 전환되자, 미국 본토로 귀환하여 뉴욕주 롱아일랜드 포트 토텐에서 해산하였다.

### 제2차 세계 대전
1942년 1월에 조지아주 포트 스튜어트에서 재소집되었다. 여단은 새로운 장비로 보포스 40 mm 포로 무장하였다. 1943년 4월에 북아프리카로 건너가 모로코의 제5군에 대공망을 제공하였다. 9월 9일 아발란체 작전에 참가하여 살레르노에 상륙하였다. 그 후, 임무가 전환되어 "제35대항공기여단"으로 개명하고 영국으로 건너가 애틀랜타 방벽을 뛰어넘을 작전인 절대군주 작전에 대비하였다. 1944년 6월 6일 남부 프랑스에 상륙한 후, 유럽 전역이 종결될때까지 루프트바페의 항공기 286~406대를 격추하였다. 종전 후에 뉴저지주의 캠프 킬리머에서 다시 해산하였다.

### 냉전
1957년 텍사스주 포트 블리스에서 세 번째 편성으로 재창설되었다. 직후, 메릴랜드주 포트 조지 G. 미드로 옮겨가, 워싱턴 D.C.에 올 수 있는 소련의 장거리 폭격기에 대한 방어 임무를 맡고, 가장 먼저 MIM-3 나이키 아작스를 지급받았다. 이듬해 1958년에 MIM-14 나이키 허큘리스로 무장이 교체되었다.
베트남 전쟁의 종결로 인한 예산축소에 따라 1973년 6월 4일 포트 조지 G. 미드에서 또 해산하였다.

### 21세기
1985년 6월 1일, 워싱턴주 포트 루이스에서 제1군단 방공포병부대로서 소집되었다. 1992년, 걸프 전쟁에서 사막 폭풍 작전과 사막 방패 작전에 참가하였다.

2001년 9·11 테러의 영향으로 테러 공격에 대비하여 발효된 "클리아 스카이 작전"에 따라 예전처럼 워싱턴 D.C.에 방공망을 깔고 향토 방공임무를 수행하였다.

### 주한 미군
2004년 4월 29일, 주한 미군은 연말까지 한국에 2개의 MIM-104 패트리어트(PAC-3) 포대를 추가 배치할 계획을 세웠다. 앞서 들여온 기존 PAC-2 6개 포대와 통합해 별도의 방공포병여단을 편성할 것이다. 제43방공포연대, 1대대는 텍사스주 포트 블리스의 제11방공포병여단 산하로 복귀했다.
10월 26일, 화요일 저녁에 여단 본부와 제43방공포병연대 1대대, 제178정비중대가 텍사스주 포트 블리스에서 오산 공군 기지로 배치된다. 여단의 구성부대 중 하나인 제1방공포병 2대대는 이미 한달 앞서 광주에 있는 공군 기지에 배치되었다.
2016년 2월 13일, 제35방공포병여단에 패트리어트 1개 포대가 추가로 배치되었다. PAC-2와 PAC-3 패트리어트 96기에 12개 포대로 편성된 2개 대대가 배치되어 있다. 이번에 한국에 전개된 방공포병부대는 이전에 주한 미군으로 주둔하다가 2004년에 텍사스주 포트 블리스로 돌아가 제11방공포여단에 예속한 제43방공포연대, 1대대의 D포대로, 부대와 함께 배치된 장비인 패트리어트 PAC-3 128발에 1개 포대를 이루는 8기가 C-17 글로브마스터III 수송기를 이용해 오산 공군기지로 옮겨졌다. 다른 보도에서는 기존 부대가 2개 대대 12개 포대가 아니라 2개 대대 8개 포대라고도 한다.
2016년 7월, 성주군의 롯데스카이힐 성주컨트리클럽 골프장에 THAAD 장비를 운용하는 제2방공포병연대, D포대가 배치되었다.
2017년 1월 26일, MIM-104 패트리어트(PAC-3)를 위한 신형부품이 트라비스 공군기지에서 C-5M 수퍼 갤럭시에 실려 오산 공군기지의 제35방공포병여단에 배송되었다. 여단은 장비의 성능 개량을 위해 전면개수 기간을 갖게 된다.

## 사드
2016년 7월 8일, 류제승 국방부 국방정책실장과 토머스 밴달 주한미군사령부 참모장이 서울 용산구 국방부 브리핑실에서 사드 1개 포대의 한반도 배치를 공식 발표했다.
2017년 3월 7일, 사드 포대 발사대 2기 등 일부 장비가 오산 공군기지에 도착했다.
2017년 4월 26일, 주한미군은 한밤에 사드레이더를 포함한 사드 장비를 경북 성주군 성주골프장으로 전격적으로 반입했다.
2017년 9월 7일, 사드 포대 발사대 4기 등 일부 장비가 배치되었다. 현재 성주 사드기지엔 미사일 발사대 6기와 레이더, 발전기 등으로 구성된 사드 포대 1개가 배치돼 있다. 포대 운용 관리와 기지경비를 맡은 한미 장병 400여 명이 근무중이다. 미사일 발사대 차량 1기에는 8발의 사드 미사일이 장착된다. 따라서 배치된 사드 미사일 수는 48발이다. 사드 포대에는 발사대 차량이 9대까지 배치될 수 있지만, 한국에는 6대만 배치되었다.
2020년 2월 10일, 미국 국방부 산하 미사일방어국(MDA) 존 힐 국장은 의회에 출석해 사드 업그레이드 계획을 설명했다. 1단계는 기존의 6~9개보다 많은 사드 요격미사일 발사대를 연동해 원격으로 조종할 수 있게 하는 것, 2단계는 주한미군 사드 포대와 패트리어트 PAC-3 포대를 연동해 조종하는 것이다. 3단계는 패트리어트 PAC-3 미사일과 사드 포대를 아예 통합해 운용한다.
2020년 10월 1일, 미국 미사일방어국(MDA)이 사드 레이더를 활용해 저고도 요격미사일인 패트리엇으로 적의 미사일을 성공리에 요격했다.
2020년 11월 2일, 빈센트 브룩스 전 주한미군사령관이 사드 레이더로 패트리어트 요격이 성공함에 따라, 한국에 추가적인 사드 배치는 불필요하게 되었다고 주장했다. 한국과 미국의 미사일 방어망을 통합하는 통합공중미사일방어(IAMD)가 사드 추가 배치보다 강력하다고 주장했다.
2021년 3월 12일, 미군이 한국과 일본을 제외한 단독 훈련을 종료했다. 하와이 진주만의 히캄 공군기지에는 제94육군방공미사일방어사령부가 있으며, 그 예하 부대가 한국 제35방공포병여단, 일본 제38방공포병여단이다. 한국 35여단은 사드 레이더 1개, 일본 38여단은 사드 레이더 2개를 통제하고 있다. 이번 훈련에서는, 요코타 공군기지의 주일미군 제5공군에 지휘소가 설치됐고, 제38 방공포병여단(38여단·일본)과 하와이의 제94 육군방공미사일방어사령부(94 사령부), 경기 오산의 제35 방공포병여단(35여단), 괌 E-3 사드 포대 등이 참가했다. 사드 업그레이드 3단계인 패트리어트 PAC-3 미사일과 사드 포대 통합을 넘어서, 한국, 일본, 괌, 하와이의 네 지역을 모두 통합하는데 성공한 것으로 보도되고 있다.
사드는 원래 레이더 옆에만 발사대 차량을 배치할 수 있었는데, 업그레이드가 되면, 레이더 위치와 상관없이, 발사대 차량만 서울이나 의정부 등의 최전방에도 배치할 수 있게 된다.

## 편성
현재
- 제1방공포병연대, 2대대
  - 6개 포대, 포대당 8개 발사대
- 제52방공포병연대, 6대대
  - 6개 포대, 포대당 8개 발사대
- 제2방공포병연대, D포대 (THAAD) - 성주군

이전
- 제2방공포병연대, 3대대
- 제5방공포병연대, 4대대
- 제43방공포병연대, 1대대
  - A포대 (패트리어트) - 수원 공군기지 ->캠프 험프리스
  - B포대 (패트리어트) - 수원 공군기지
  - C포대 (패트리어트) - 캠프 험프리스
  - D포대 (패트리어트) - 오산 공군기지
  - E포대 (AN/TWQ-1 어벤저/AN/MPQ-64 센티넬) - 캠프 험프리스
  - F중대 (정비) - 수원 공군기지

## 사진첩

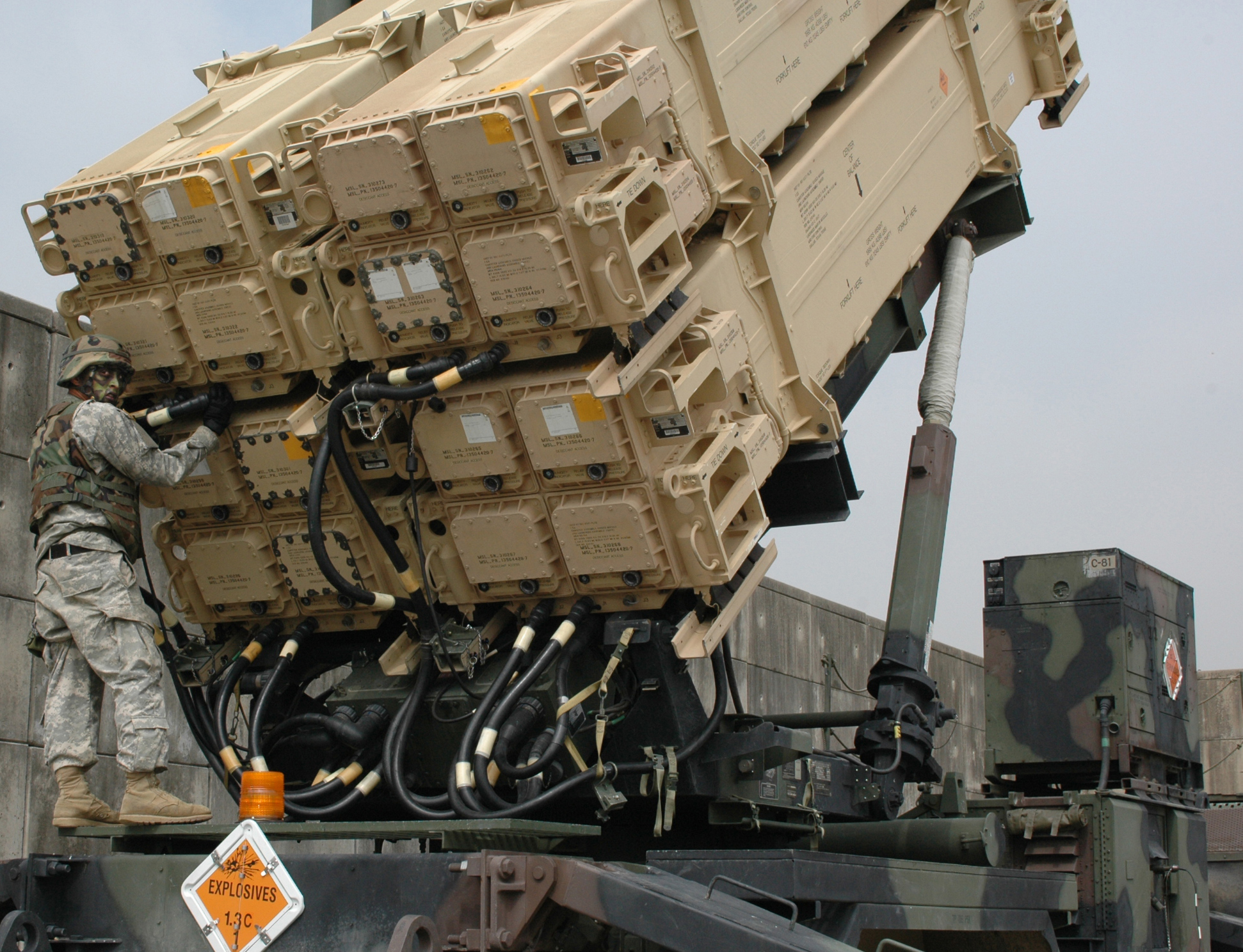
PAC-3의 점검 시범을 선보이는 대니얼 네브리다 병장.
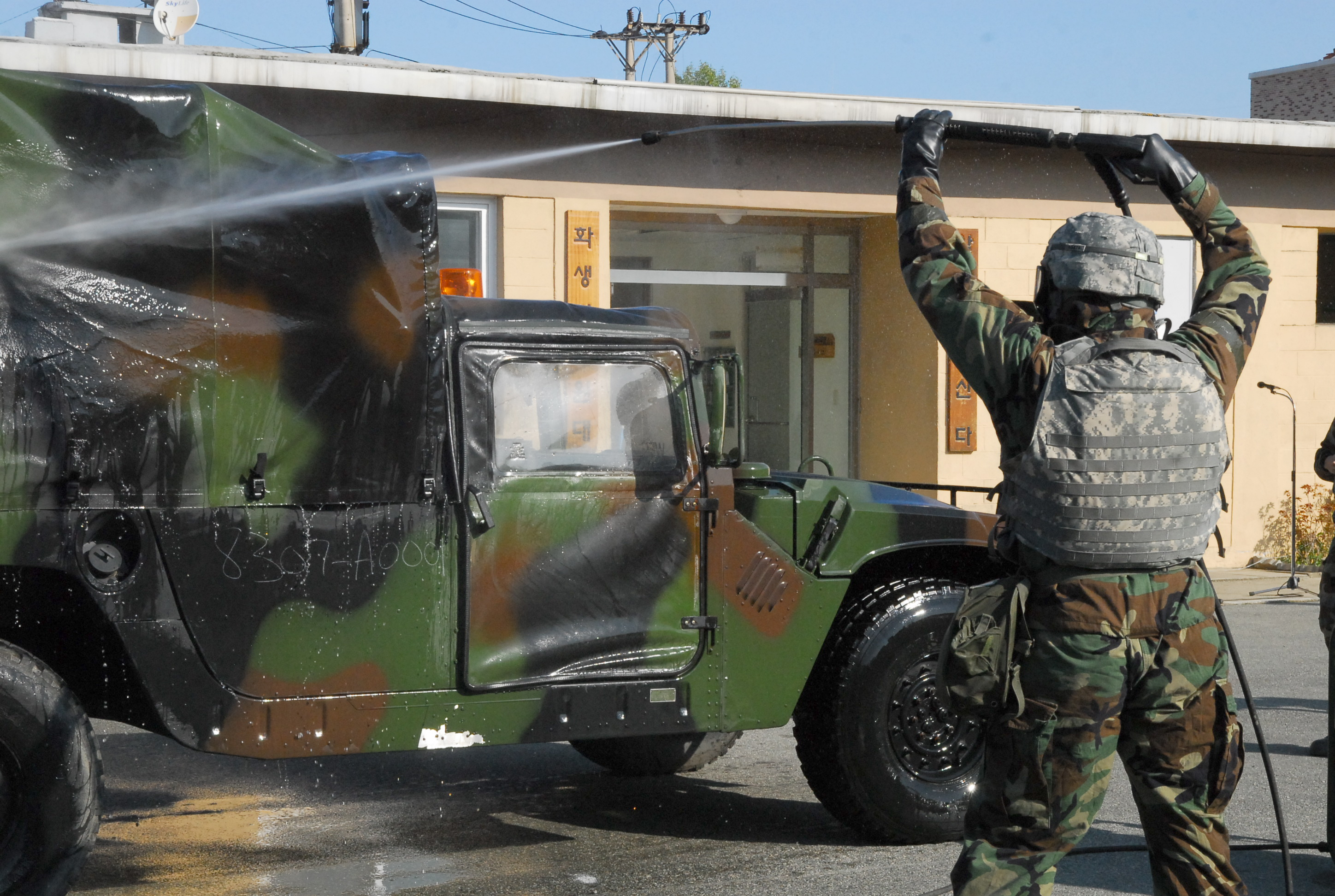
제35ADA여단, 본부 포대의 차량을 제독하는 대한민국의 병사.
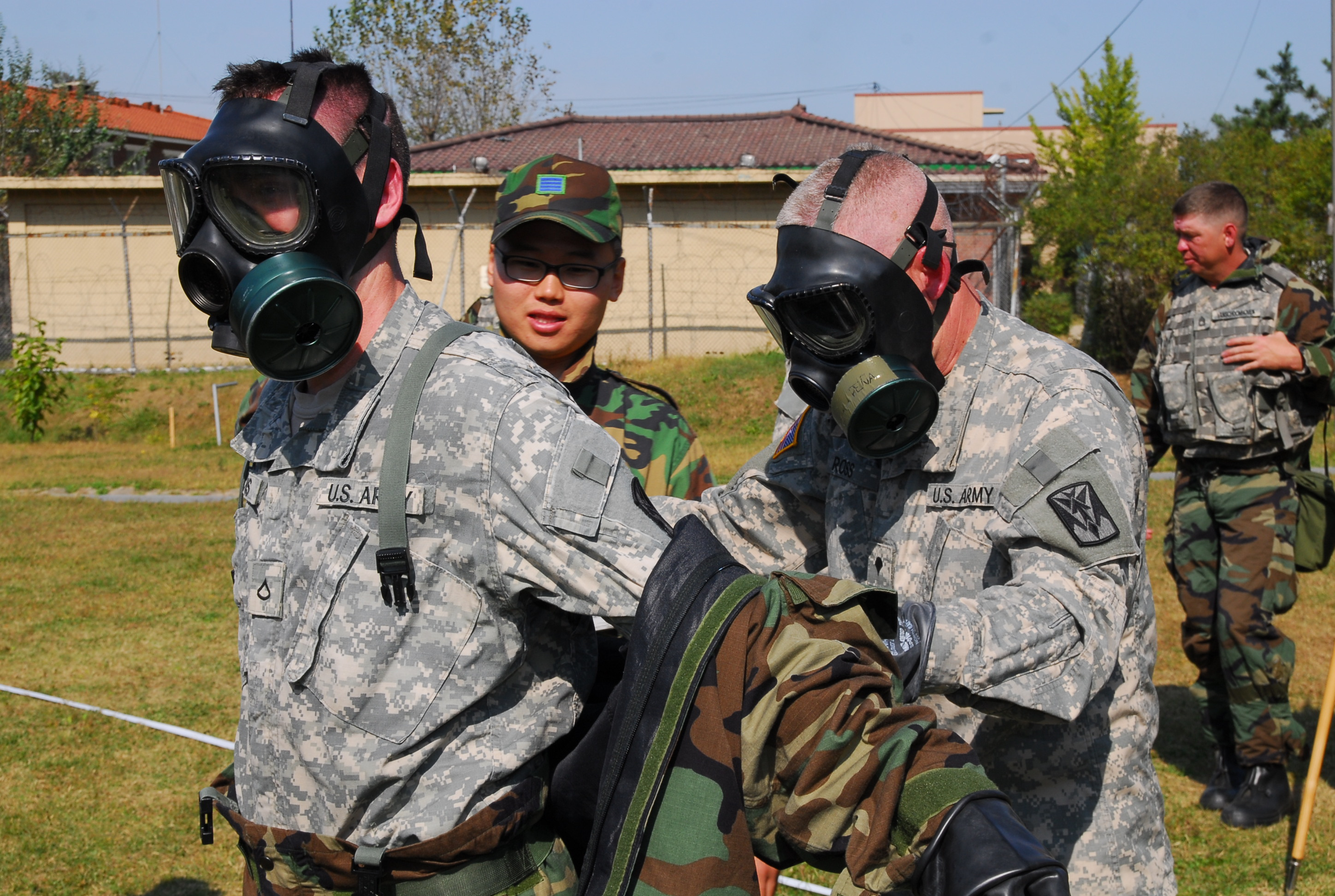
대한민국 공군의 병사와 CBRN 대응 훈련하고 있는 35 ADA 여단의 장병들.
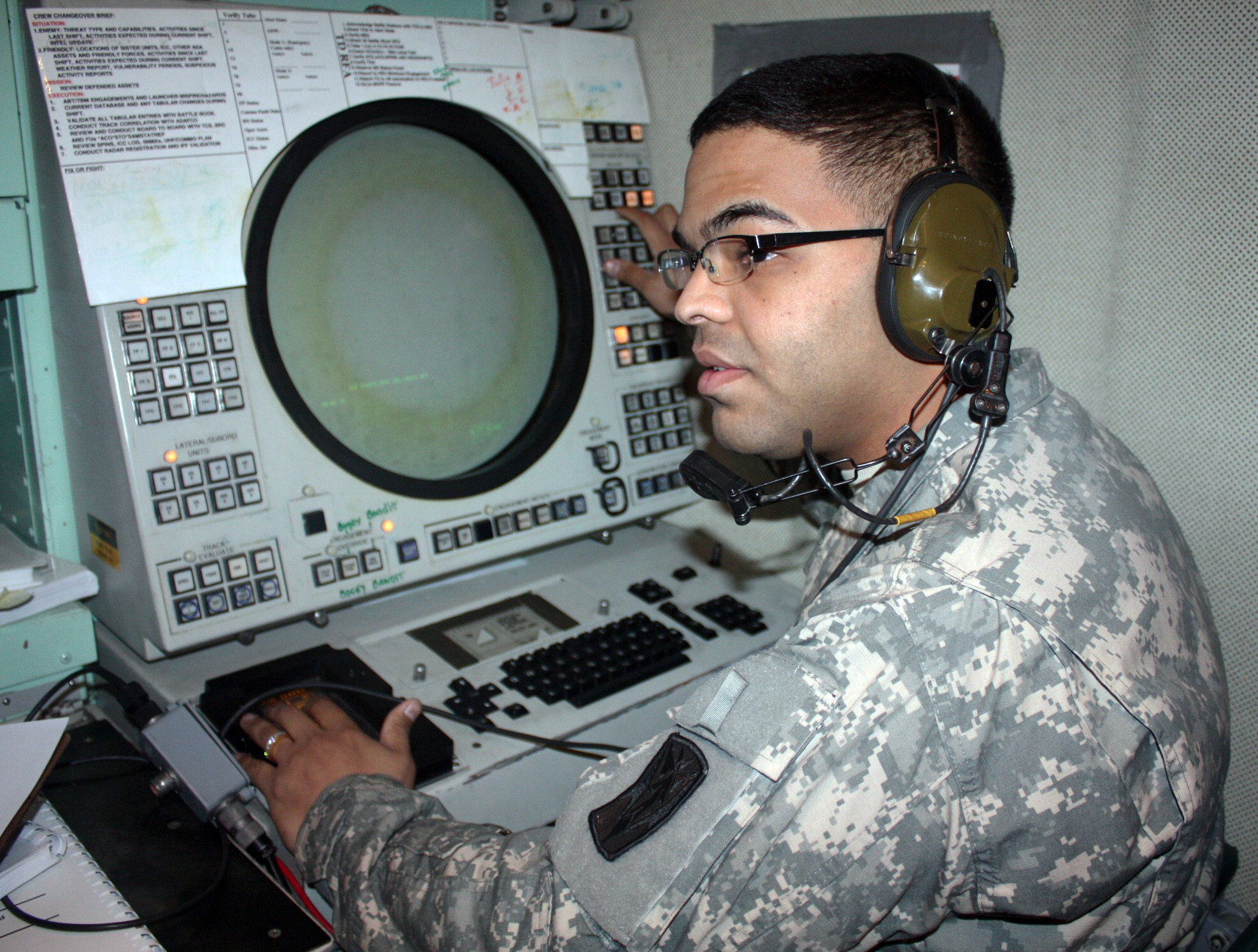
패트리어트 정보 설계 중앙(ICC) 셸터에서 항공 궤적을 관찰하고 있는 제35ADA여단의 장병.

## 기록

### 계보
- 1918년 6월 1일, 35th Coast Artillery Brigade
  - →제35해안포병여단
- 1943년 9월 9일, 35th Anti-Aircraft Brigade
  - →제35대항공기여단

## 참고

### 자료
- “The History of the Dragon Brigade” (영어). 제35방공포병여단. 2016년 5월 12일에 원본 문서에서 보존된 문서. 2014년 6월 21일에 확인함.
- “35th Air Defense Artillery Brigade” (영어). 문장학 연구소. 2014년 10월 6일에 원본 문서에서 보존된 문서. 2014년 9월 30일에 확인함.
- “35th Air Defense Artillery Brigade” (영어). globalsecurity.org. 2015년 1월 13일에 확인함.